# 帕倫維爾 (紐約州)
帕倫維爾（英語：Palenville）是位於美國紐約州格林縣的普查規定居民點。

## 人口
根據2020年美國人口普查的數據，帕倫維爾的面積為8.79平方千米，當中陸地面積為8.76平方千米，而水域面積為0.02平方千米。當地共有人口1002人，而人口密度為每平方千米113.99人。